# Катастрофа Convair CV-580 около Хиртсхальса
Катастрофа Convair 580 под Хиртсхальсом — крупная авиационная катастрофа, произошедшая в пятницу 8 сентября 1989 года. Авиалайнер Convair CV-580 авиакомпании Partnair выполнял чартерный рейс PAR394 по маршруту Осло—Гамбург, но через 39 минут после взлёта рухнул в пролив Скагеррак в 18 километрах к северу от Хиртсхальса (Дания). Погибли все находившиеся на его борту 55 человек — 50 пассажиров и 5 членов экипажа.
Катастрофа рейса 394 (по числу погибших) стала самой крупной в истории гражданской авиации Норвегии и в истории самолёта Convair CV-580.
Причиной катастрофы оказались контрафактные детали, которые использовались при ремонте и техническом обслуживании самолёта.

## Самолёт
Convair CV-580 (регистрационный номер LN-PAA, серийный 056) был выпущен в 1953 году. Эксплуатировался авиакомпаниями:
- United Airlines (с 18 марта 1953 года по 14 августа 1959 года, борт N73128),
- General Motors (с 14 августа 1959 года по 19 мая 1971 года, сменил три б/н — N73128, N5120 и N51207),
- Servicio Aereo de Honduras (SAHSA) (с 19 мая 1971 года по 6 сентября 1978 года, борт HR-SAX),
- Time Aviation Services, Inc. (с 6 сентября 1978 года по 20 сентября 1979 года, борт N9012J); сама авиакомпания сменила два названия — Charter Airlines и Sunny South Aviation Service,
- Mackey International Airlines (с 20 сентября 1979 года по 9 декабря 1980 года, борт N9012J),
- Prinair (с 9 декабря 1980 года по октябрь 1984 года, сменил два б/н — N9012J и N770PR),
- PQF Corporation (с октября 1984 года по сентябрь 1985 года, борт N770PR),
- Kelowna Flightcraft (с сентября 1985 года по 16 мая 1986 года, борт C-GKFT).

16 мая 1986 года был куплен чартерной авиакомпанией Partnair и получил бортовой номер LN-PAA.
За всё время эксплуатации самолёт был по-разному модифицирован (одним из серьёзных изменений была замена в 1960 году старых поршневых двигателей на новые турбовинтовые двигатели Allison 501-D13D, что существенно увеличило мощность самолёта). Борт LN-PAA стал одним из новоприобретённых самолётов в парке Partnair: на момент катастрофы в её авиапарке было 2 самолёта данного типа. На день катастрофы совершил 15 116 циклов «взлёт-посадка» и налетал 36 943 часа.

## Экипаж
Самолётом управлял очень опытный экипаж, его состав был таким:
- Командир воздушного судна (КВС) — 59-летний Кнут Твейтен (норв. Knut Tveiten). Очень опытный пилот, в должности командира Convair CV-580 — с февраля 1986 года. Налетал 16 779 часов (14 720 из них в должности КВС), свыше 1200 из них на CV-580.
- Второй пилот — 59-летний Финн Петтер Берг (норв. Finn Petter Berg). Очень опытный пилот, в должности второго пилота Convair CV-580 — с февраля 1988 года. Налетал 16 731 час (11 926 из них в должности КВС), 675 из них на CV-580.

Оба пилота были близкими друзьями, они летали вместе в течение многих лет. Кроме того, Финн Петтер Берг также был менеджером по полётам в авиакомпании Partnair.
В салоне самолёта работали трое бортпроводников.

## Хронология событий

### Ситуация на момент катастрофы
На момент катастрофы авиакомпания Partnair была в затруднительном финансовом положении. Долги авиакомпании были таковы, что в день полёта рейса 394 норвежские авиационные власти предупредили все аэропорты Норвегии о том, чтобы не принимать самолёты Partnair до того, как они не оплатят все долги и пошлины.

### Предшествующие обстоятельства
Convair CV-580 борт LN-PAA выполнял чартерный рейс PAR394 по маршруту Осло—Гамбург, все 50 пассажиров на его борту были сотрудниками норвежской судоходной компании «Wilhelmsen Lines». Они летели на церемонию спуска на воду нового корабля. Также на борту была половина представителей головного офиса компании. Исполнительный директор «Wilhelmsen Lines» Лейф Терье Лоддесол (норв. Leif Terje Løddesøl) позже сказал, что атмосфера в компании была «очень хорошей» перед катастрофой. Одной из самых эффективных сотрудниц компании было предложено произнести речь на церемонии. По словам Лоддесола, не так часто «обычному человеку» в компании даётся шанс выступить на церемонии именования.
Перед полётом механик, который осматривал самолёт, сообщил пилотам, что один из двух основных генераторов, расположенных на двигателях самолёта, не работает, начиная с 6 сентября, и что он не смог его починить. По норвежским законам, самолёт получает разрешение на взлёт, только если он имеет два постоянных источника питания. Кроме того, согласно перечню минимального оборудования самолёта, требуется наличие двух рабочих генераторов. Второй пилот предложил держать включённой вспомогательную силовую установку (ВСУ) на протяжении всего полёта. Таким образом самолёт имел бы два источника питания, и они смогли бы взлететь. Пилоты не знали, что одно из трёх креплений ВСУ сломано и последующие вибрации будут угрожать безопасности полёта.
Аэропорт Осло отказался дать разрешение на взлёт до того, как пилоты не оплатят питание, так что второй пилот перед взлётом вышел из кабины, чтобы заплатить за него. Из-за этого вылет был задержан почти на час и рейс PAR394 вылетел из Осло только в 15:59 CET.

### Катастрофа
Когда рейс 394 занял крейсерскую высоту FL220 (6600 метров), мимо него на встречном курсе пролетел норвежский истребитель F-16. Лётчик истребителя был поражён внезапным появлением рейса 394 и связался с центром УВД в Осло. Он считал, что радиолокационные данные были ложными, и что самолёт был ближе к нему, чем показал БЦВМ .
Во время приближения к датскому берегу хвостовая часть самолёта начала расшатываться. Вибрации сломанного крепления ВСУ усиливались из-за контрафактных болтов в хвосте самолёта. Впоследствии следователи пришли к выводу, что колебания достигли одинаковой частоты, и возникло явление, известное как резонанс, то есть две части начали вибрировать с кратной частотой (по аналогии с той, которая вызвала обрушение Такомского моста в 1940 году).
С повышением уровня вибрации сбой в хвостовой части самолёта стал очевидным для экипажа. В ходе расследования было установлено, что экипаж включил огнетушитель для ВСУ. Руль направления колебался до своего максимального предела и застрял в левом положении, что вызвало крутой поворот влево. Экипажу удалось восстановить управление на короткое время, но вскоре руль снова застрял, и люки обтекателя, которые обеспечивают доступ к противовесам в хвосте самолёта, обеспечивающим контроль над движением руля, оторвались. Рейс PAR394 опрокинулся на крыло и вошёл в крутое пикирование. У самолёта оторвалась хвостовая часть, а затем весь лайнер рассыпался в воздухе и его обломки упали в пролив Скагеррак. Все 55 человек на его борту погибли.

## Расследование
Расследование причин катастрофы рейса PAR394 проводил Норвежский комитет по расследованию происшествий (AIBN).
Были найдены 50 из 55 тел погибших. Вскрытие производилось в Дании. Исследователи использовали гидролокатор бокового обзора для установления положений обломков, которые были рассеяны на площади 5 км². Из этого следовало, что самолёт распался в воздухе. Всего со дна пролива Скагеррак было поднято 90% обломков самолёта.
В норвежской прессе сразу появилась информация, что в самолёте взорвалась бомба (в декабре 1988 года бомба взорвалась на борту рейса Pan American-103). Кроме того, премьер-министр Норвегии Гру Харлем Брунтланн (норв. Gro Harlem Brundtland) использовала для передвижения именно борт LN-PAA. В прессе появились предположения, что это была неудачная попытка покушения. Свидетели катастрофы утверждали, что слышали громкий шум перед тем, как увидели падение самолёта. Тот факт, что самолёт рассыпался в воздухе, давал повод доверять теории с бомбой.
Речевой самописец фиксирует последние минуты полёта перед катастрофой. Но в данном случае им было записано только начало рейса, а вскоре после взлёта он прекратил запись. Из содержания записей в журнале технического обслуживания исследователи обнаружили, что за 10 лет до катастрофы у самолёта была произведена замена ручного переключателя цепей питания на автоматику, таким образом самописец использовал для питания основной генератор самолёта. Так как генератор был в нерабочем состоянии, питание самописца прекратилось, как только самолёт взлетел. Это затруднило работу норвежских следователей.
Параметрический самописец на этом самолёте использовал устаревшую аналоговую модель, использующую вращающуюся полоску металлической фольги и маркировочную иглу, которая царапала полоску. Самописец зарегистрировал не все параметры, которые он должен был записать, а показания вертикального ускорения вообще исчезли. Игла записала несколько строк дважды, что ввело следователей в заблуждение. Следователи решили отправить самописец на исследование в лабораторию компании-производителя.
Когда основная часть обломков самолёта была поднята, исследователи обнаружили небольшие следы мощного военного взрывчатого вещества — гексогена. Это породило новую волну предположений о бомбе и даже о попадании ракеты, поскольку на момент катастрофы рядом с траекторией полёта проходили учения НАТО под названием «SHARP SPEAR». Однако ни одна из версий не была подтверждена. Следователь AIBN Финн Хеймдал (норв. Finn Heimdal) сказал в интервью, что наличие следов гексогена на самолёте является скорее следствием загрязнения. В море было много старых боеприпасов времён Второй мировой войны, так как у берегов Дании произошло много сражений.
Специалист по металлургии Терри Хеслип (норв. Terry Heaslip) исследовал останки фюзеляжа и обнаружил признаки перегрева. Было решено тщательно исследовать хвостовую часть самолёта. Было установлено, что ВСУ, которая располагалась в хвосте, расплавила пластиковые детали рядом с собой. Это указывает на то, что ВСУ работала на момент катастрофы. Обычно ВСУ не должна работать, когда самолёт находится в полёте. Механик, который осматривал самолёт в день катастрофы, рассказал следователям, что один из двух главных генераторов самолёта не работал, и что он был не в состоянии отремонтировать его. Крепление ВСУ было сломано, и пассажиры предыдущего рейса говорили, что в самолёте были сильные вибрации. Один из пассажиров сообщил, что на этом самолёте вибрации были сильнее, чем на других Convair-580 авиакомпании Partnair.
Два люка обтекателя отсутствовали в хвосте. Они были обшиты алюминиевой фольгой, из чего следовало, что они должны были появляться на радаре диспетчера. Неизвестные объекты были засечены шведским радаром на большой высоте и наблюдались в течение 38 минут. Исследователи обнаружили, что хвостовая часть отвалилась на высоте 6000 метров. Если руль направления несколько раз резко повернуть, то контргрузы руля могли ударить по люкам и выбить их.
Представитель авиакомпании Partnair сказал, что норвежский истребитель F-16 летел быстрее и ближе к самолёту, чем сообщалось в средствах массовой информации. Сообщалось, что он мог преодолеть звуковой барьер, что могло вызвать турбулентность, достаточную для того, чтобы самолёт рассыпался в воздухе. Сотрудники шведского научно-исследовательского центра авиационной техники сказали, что с вероятностью 60% причиной катастрофы является именно это. Норвежский пилот F-16 показал, что его самолёт был более чем в 300 метрах над рейсом 394. Исследователи пришли к выводу, что F-16 пришлось бы быть в нескольких метрах от рейса 394, чтобы вызвать разрушение самолёта. Однако сам пилот заявлял, что радиолокационные данные могли быть ложными. В итоге никакой связи F-16 с катастрофой рейса 394 не было найдено.
Эксперт компании-производителя дефектного параметрического самописца пришёл к выводу, что в самолёте были настолько сильные вибрации, что был оставлен ещё один след на фольге. Он изучил плёнку и обнаружил, что игла дублировала показания в течение нескольких месяцев. Следователи обнаружили, что за 2 месяца до катастрофы колебаний не было в течение 2 недель. После этого колебания возобновились с большей силой. Выяснилось, что в течение 2 недель июля 1989 года самолёт проходил капитальный ремонт в Канаде. После того, как канадская компания закончила ремонт, самописец не дублировал записи в течение первых нескольких пассажирских рейсов. Когда следователи изучили журнал обслуживания, они обнаружили, что во время капитального ремонта механики заметили износ одного из четырёх болтов, которые крепили киль к фюзеляжу. Следователи нашли четыре болта и обнаружили, что три болта, которые не были заменены, были контрафактными, то есть каждый болт имел только 60 % от его предполагаемой прочности. Исследования показали, что самолёт был подвержен воздействию аномальных колебаний в вертикальном хвостовом стабилизаторе в течение длительного периода времени. Был сделан вывод, что использование ВСУ (у которой было сломано крепление) в сочетании с вибрирующим стабилизатором вызвало резонанс, что и привело к его отрыву.
Окончательный отчёт расследования AIBN был выпущен 12 февраля 1993 года.

## Последствия катастрофы
В результате катастрофы ужесточились меры по охране от фальшивых авиационных запчастей. Специалист Питер Фридман (англ. Peter Friedman) отметил, что катастрофа рейса 394 была «знаковым событием». Передвижение и распространение запчастей для авиационной промышленности мало регулировалось в те времена. Министерство транспорта США (USDOT) и Федеральное управление гражданской авиации США (FAA) постановили проверить все самолёты на предмет некачественных деталей. В итоге было обнаружено, что 39% деталей на складах были подделаны, из них 95% деталей были зарегистрированы как подлинные и имели поддельные документы.
Бывший генеральный инспектор USDOT Мэри Скиаво (англ. Mary Schiavo) сказала, что на американском рынке авиационных запчастей не было никаких правил вообще, и что любой человек с телефоном и факсом мог стать продавцом запчастей, доставая их со свалок, мест сбора металлолома, списанных самолётов, разбившихся самолётов, а также от незаконных производителей деталей. По словам Фридмана, так как фальшивые детали часто дешевле, чем подлинные, авиакомпании, в том числе находящиеся на грани банкротства, ради экономии сокращали таким образом расходы.
По результатам расследования FAA были задержаны продавцы и изготовители незаконных деталей, и было обнаружено, что существует целая индустрия по приданию изношенным запчастям вида вновь изготовленных. На момент катастрофы рейса 394 авиационные детали были обязаны иметь документацию, указывающую на подлинность частей. Но существовал нелегальный бизнес, подделывающий официальные документы, на многих были поддельные подписи реальных инспекторов. По словам Фридмана, документы имели бо́льшую стоимость, чем сами поддельные запчасти.
Изначально полагалось, что от распространения поддельных деталей страдают только небольшие авиакомпании. Но FAA позже нашло поддельные детали и в более крупных компаниях, даже у «Борта номер один» — самолёта президента США. Была создана более строгая система документирования для предотвращения распространения поддельных деталей. Авиакомпании стали уголовно наказываться, если выяснялось, что они сознательно приобрели дефектные детали. По словам Мэри Скиаво, в результате всех принятых мер, в 2000-х годах распространение фальшивых деталей значительно уменьшилось по сравнению с 1980-ми и 1990-ми годами.

## Культурные аспекты
Катастрофа рейса 394 Partnair показана в 7 сезоне канадского документального телесериала Расследования авиакатастроф в серии Смертельный приз (Тихий убийца).